# Al-Mutaffifin

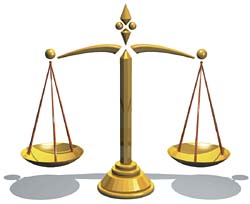
"Rättvisans våg"

Al-Mutaffifīn (arabiska: سورة المطففين) ("De som snålar med mått och vikt") är den åttiotredje suran i Koranen med 36 verser (ayah). Den fördömer de som vid köp kräver fullt mått, men som vållar förlust för andra när de säljer, genom att mäta och väga upp snålt:

 وَيْلٌ لِّلْمُطَفِّفِينَ
Vers 1: Olyckliga de som snålar med mått och vikt,

 أَلَا يَظُنُّ أُولَئِكَ أَنَّهُم مَّبْعُوثُونَ
Vers 4: Tror dessa [människor] att de inte skall uppväckas från de döda,

 لِيَوْمٍ عَظِيمٍ
Vers 5: ja, [uppväckas] till en fruktansvärd Dag,

 يَوْمَ يَقُومُ النَّاسُ لِرَبِّ الْعَالَمِينَ
Vers 6: då människorna [i all sin ynklighet] skall stå inför världarnas Herre.
Suran slutar med frågan: "Har inte förnekarna fått en [rättvis] lön för sina handlingar?" (vers 36)